# Pro D2 2006-07
El Pro D2 2006-07 fue la séptima edición de la segunda categoría profesional del rugby francés.

## Modo de disputa
El torneo se disputó en formato de todos contra todos en condición de local y de visitante en su fase regular, el equipo que se ubicó en la primera posición al finalizar el torneo se coronó campeón, del 2° al 5° puesto disputaron un play-off para decidir el segundo ascenso.
Los últimos dos equipos al finalizar el torneo descendieron directamente a la tercera división.

## Clasificación
| Pos. | Equipo                | Encuentros | Encuentros | Encuentros | Encuentros | Tantos | Tantos | Tantos | Puntos Bonus | Puntos |
| Pos. | Equipo                | PJ         | PG         | PE         | PP         | F      | C      | Dif    | Puntos Bonus | Puntos |
| ---- | --------------------- | ---------- | ---------- | ---------- | ---------- | ------ | ------ | ------ | ------------ | ------ |
| 1.º  | Auch                  | 30         | 25         | 1          | 4          | 727    | 418    | 311    | 8            | 110    |
| 2.º  | US Dax                | 30         | 20         | 0          | 10         | 788    | 499    | 289    | 18           | 98     |
| 3.º  | Stade Rochelais       | 30         | 20         | 2          | 8          | 633    | 477    | 150    | 9            | 93     |
| 4.º  | Toulon                | 30         | 19         | 0          | 11         | 662    | 570    | 92     | 12           | 88     |
| 5.º  | Béziers               | 30         | 18         | 1          | 11         | 692    | 549    | 143    | 9            | 83     |
| 6.º  | Lyon OU               | 30         | 16         | 1          | 13         | 595    | 49     | 106    | 13           | 79     |
| 7.º  | Oyonnax               | 30         | 15         | 2          | 13         | 499    | 580    | -81    | 6            | 70     |
| 8.º  | Section Paloise       | 30         | 13         | 0          | 17         | 617    | 625    | -8     | 16           | 68     |
| 9.º  | Mont-de-Marsan        | 30         | 12         | 1          | 17         | 555    | 662    | -107   | 11           | 61     |
| 10.º | Gaillac               | 30         | 12         | 1          | 17         | 548    | 657    | -109   | 10           | 60     |
| 11.º | Racing Paris          | 30         | 11         | 0          | 19         | 594    | 656    | -62    | 14           | 58     |
| 12.º | Union Bordeaux Bègles | 30         | 12         | 0          | 18         | 480    | 583    | -103   | 10           | 58     |
| 13.º | Tarbes                | 30         | 12         | 0          | 18         | 510    | 675    | -165   | 8            | 56     |
| 14.º | Grenoble              | 30         | 10         | 2          | 18         | 506    | 600    | -94    | 11           | 55     |
| 15.º | Limoges               | 30         | 11         | 0          | 19         | 614    | 776    | -162   | 10           | 54     |
| 16.º | Colomiers             | 30         | 8          | 1          | 21         | 491    | 697    | -206   | 6            | 40     |

- Gaillac descendió por problemas económicos

| Bandera de Francia |
| Campeón Auch       |
| Segundo título     |

## Segundo ascenso

### Semifinal
| 2007 | Dax | 18 - 6 | Béziers |  |  |

| 2007 | La Rochelle | 21 - 17 | Toulon |  |  |

### Final
| 27 de mayo de 2007 | US Dax | 22 - 16 | Stade Rochelais |  |  |